# Зофеноприл
Зофеноприл — синтетичний антигіпертензивний препарат, що належить до групи інгібіторів АПФ, для перорального застосування. Зофеноприл розроблений у Швейцарії у кінці 90-х років ХХ століття.

## Фармакологічні властивості
Зофеноприл — синтетичний лікарський препарат, що належить до групи інгібіторів АПФ. Механізм дії препарату полягає у пригнічення ренін-ангіотензин-альдостеронової системи плазми крові, яка приводить до зменшення впливу ангіотензину ІІ на судини та до зменшення секреції альдостерону, що призводить до збільшення концентрації калію у сироватці крові та збільшення втрати рідини та натрію. Після прийому зофеноприлу у результаті інгібування ангіотензинперетворюючого ферменту підвищується активність калікреїн-кінінової системи, що призводить до вазоділатації та підвищення активності простагландинової системи. Зофеноприл знижує загальний периферійний опір судин, систолічний та діастолічний артеріальний тиск, перед- та постнавантаження на міокард. Після прийому зофеноприлу спостерігається більша тривалість інгібування активності ренін-ангіотензин-альдостеронової системи. Це пов'язано із високою ліпофільністю препарату та призводить до швидкого проникнення зофеноприлу в тканини серця та судин, а також тривалого ефекту (до 24 годин після прийому). Зофеноприл має також виражену антиішемічну та кардіопротективну дію. Зофеноприл належить до тривало діючих сульфгідрильних інгібіторів АПФ. Антиоксидантний та кардіопротективний ефект препарату пов'язується із наявністю сульфгідрильних груп. Крім того, зофеноприл активує ендотеліальну NO-синтазу, що приводить до активації вироблення оксиду азоту та зменшує ендотеліальну дисфункцію. Антиоксидантна дія зофеноприлу призводить до зменшення пошкодження міокарду в умовах ішемії та швидку реперфузію і швидше відновлення скоротливої здатності міокарду. У невеликих дослідженнях зофеноприл показав більшу антигіпертензивну активність, чим атенолол та еналаприл, та меншу кількість побічних ефектів.

### Фармакодинаміка
Зофеноприл швидко і добре всмоктується у шлунково-кишковому тракті та швидко метаболізується у печінці з утворенням активного похідного — зофеноприлату. Максимальна концентрація препарату в крові досягається протягом 1,5 години. Біодоступність зофеноприлу становить 78%. Зофеноприл добре зв'язується з білками плазми крові. Високі концентрації зофеноприлу спостерігаються у серці та судинах, крім цього, зофеноприлат накопичується у судинах, із чим пов'язують здатність зофеноприлу захищати епітелій судин від пошкодження вільними радикалами та зменшувати інактивацію оксиду азоту. Препарат проникає через плацентарний бар'єр та виділяється в грудне молоко. Метаболізується зофеноприл у печінці з утворенням як активних, так і неактивних метаболітів. Виводиться препарат із організму переважно із сечею, частково — із калом і жовчю. Період напіввиведення зофеноприлу становить 5,5 годин, при порушеннях функції печінки цей час може збільшуватися.

## Показання до застосування
Зофеноприл застосовується при гіпертонічній хворобі легкого та середнього ступеня важкості; при лікування хворих гострим інфарктом міокарду у перші 24 години після початку захворювання зі стабільною гемодинамікою за умови, що їм не проводили тромболітичну терапію.

## Побічна дія
При застосуванні зофеноприлу можливі наступні побічні ефекти:
- Алергічні реакції — нечасто (0,1—1%) висипання на шкірі, свербіж шкіри, мультиформна еритема; рідко (0,01—0,1%) синдром Стівенса-Джонсона, синдром Лаєлла, набряк Квінке, фотодерматоз, алопеція.
- З боку травної системи — часто (1—10%) нудота, блювота, біль у животі, запор або діарея, сухість у роті, стоматит; дуже рідко (менше 0,01%) гепатит, панкреатит, холестатична жовтяниця, кишкова непрохідність.
- З боку нервової системи — часто головний біль, запаморочення; рідко (0,01—0,1%) слабкість, депресія, зміна настрою, порушення сну, парестезії, імпотенція, порушення рівноваги, сплутаність свідомості, шум у вухах, порушення зору, дисгевзія.
- З боку дихальної системи — кашель (найчастіший побічний ефект препарату — спостерігається у 3,2% пацієнтів, що приймали зофеноприл)[3]; нечасто (0,1—1%) бронхіт, бронхоспазм, задишка, синусит, риніт.
- З боку серцево-судинної системи — у поодиноких випадках васкуліт, тахікардія, аритмія, приступи стенокардії, виникнення інфаркту міокарду, втрати свідомості, гіпотензія, інсульт, тромбоемболія легеневої артерії[6]
- З боку опорно-рухового апарату — нечасто (0,1—1%) міалгії, артралгії, міозит, артрит, серозит.
- З боку сечовидільної системи — нечасто (0,1—1%) ниркова недостатність, протеїнурія, порушення сечопуску.
- Зміни в лабораторних аналізах — нечасто (0,1—1%) анемія, лейкопенія, тромбоцитопенія, зниження гематокриту, агранулоцитоз, панцитопенія, еозинофілія, підвищення рівня активності трансаміназ в крові, підвищення рівня білірубіну в крові, підвищення рівня креатиніну та сечовини в крові, підвищення титру антиядерних антитіл (ANA).

## Протипокази
Зофеноприл протипоказаний при підвищеній чутливості до інгібіторів АПФ; ангіоневротичний набряк, пов'язаний із інгібіторами АПФ в анамнезі або спадковий ангіоневротичний набряк; при важкому порушенні функції печінки; при вагітності та годуванні грудьми; при двобічному стенозі ниркових артерій чи однобічному у разі наявності однієї нирки. Препарат не застосовується у дитячому віці.

## Форми випуску
Зофеноприл випускається у вигляді таблеток по 0,0075 та 0,03 г. Зофеноприл разом із гідрохлоротіазидом входить до складу комбінованого препарату «Зокардіс плюс».